# Соболев, Леонид Адрианович
Леонид Адрианович Соболев (26 июня 1873 — 21 ноября 1943) — русский и советский учёный-медик, дерматолог; доктор медицины (1907), профессор.
Автор ряда научных трудов. Впервые в СССР описал паховую лимфогранулему (венерический лимфогранулематоз).

## Биография
Родился 26 июня 1873 года в городе Устюжна Новгородской губернии в семье бухгалтера.
Среднее образование получил в Новгородской гимназии, высшее — в Императорской Военно-медицинской академии, которую окончил в 1896 году.
По окончании академии находился на военной службе — был врачом в лазарете 135-го пехотного Керчь-Еникальского полка, с самого начала службы занимаясь кожно-венерологическими заболеваниями. В 1902 году для повышения квалификации (усовершенствования в науках) был командирован в родную академию, где по 1904 год был ординатором клиники кожных и венерических болезней у профессора Т. П. Павлова.
В феврале 1904 года Соболев был направлен в армию и исполнял должность старшего врача 10-го Восточно-Сибирского стрелкового полка. В ноябре 1905 года снова был командирован в Военно-медицинскую академию, а с января 1907 года опять находился на военной службе в 210-м резервном Перекопском полку.
А 1907 году он защитил докторскую диссертацию на тему «Клиническое значение индиканурии при некоторых кожных болезнях», и в этом же году ему была присуждена учёная степень доктора медицины.
В дальнейшем Леонид Адрианович служил в военных госпиталях, после чего перешёл на преподавательскую деятельность. В 1920—1924 годах — профессор, заведующий кафедрой дерматовенерологии медицинского факультета Крымского университета им. М. В. Фрунзе, а также заведующий кожно-венерической клиникой Симферополя. В период с 1925 по 1943 год был заведующим кафедрой кожных и венерических заболеваний Харьковского медицинского института (ныне Харьковский национальный медицинский университет) и одновременно с 1925 по 1930 год являлся заведующим отделом Харьковского кожно-венерологического института.
Вместе с Харьковским медицинским институтом во время Великой Отечественной войны находился в эвакуации в городе Чкалове (ныне Оренбург). Продолжал работать в институте, клинике и городском диспансере, консультировал больных и раненых в госпиталях.
Скоропостижно умер в городе Чкалове 21 ноября 1943 года.